# Kto zaplatit za udatju?
Kto zaplatit za udatju? (russisk: Кто заплатит за удачу?, da.: Hvem vil betale for lykken?) er en sovjetisk spillefilm fra 1980 instrueret af Konstantin Khudjakov.

## Medvirkende
- Vitalij Solomin som Sergej Kuskov
- Vasilij Botjkarjov som Dmitrij Tjumak
- Leonid Filatov som Fjodor Tjumak
- Natalja Danilova som Antonina Tjumak
- Aleksandr Filippenko som Konkov